# Mark Robins
Mark Gordon Robins (ur. 22 grudnia 1969) – piłkarz angielski, który występował na pozycji napastnika.
W styczniu 1990 roku strzelił zwycięską bramkę w meczu 3. rundy Pucharu Anglii przeciwko Nottingham Forest. Dzięki tej wygranej na stanowisku menadżera Manchesteru United pozostał Alex Ferguson.

## Sukcesy
Manchester United
- Puchar Anglii zwycięzca: 1990
- Tarcza Dobroczynności zwycięzca: 1990
- Puchar Zdobywców Pucharów zwycięzca: 1991
- Superpuchar Europy zwycięzca: 1991

Leicester City
- Puchar Ligi zwycięzca: 1997